# 龙胆碱
龙胆碱，又称龙胆宁或秦艽甲素，旧称秦艽生物碱甲，是一种吡啶生物碱，化学式为C10H9NO2，存在于秦艽（学名：Gentiana macrophylla）等植物中。